# Linda Lavin

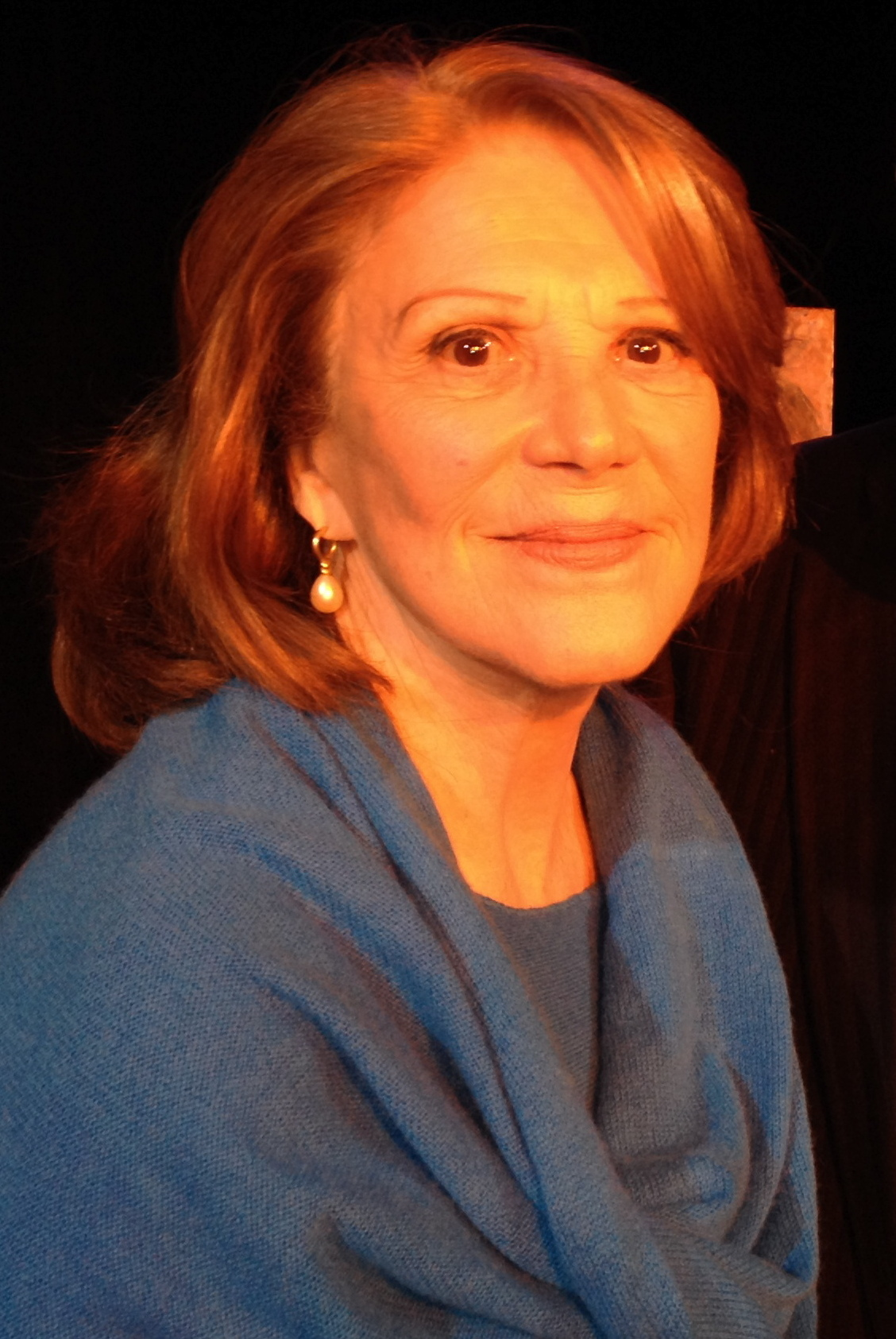
Linda Lavin, 2014

Linda Lavin (* 15. Oktober 1937 in Portland, Maine; † 29. Dezember 2024 in Los Angeles) war eine US-amerikanische Sängerin und Schauspielerin, die vor allem durch ihre langjährige Rolle als Alice Hyatt in der Sitcom Imbiß mit Biß bekannt wurde.

## Leben
Linda Lavin besuchte das College of William & Mary. Nach verschiedenen Off-Broadway-Engagements trat sie 1962 erstmals am Broadway auf. Im Jahr darauf hatte sie eine Gastrolle in einer Fernsehserie. Erst 1967 hatte sie eine größere Fernsehrolle in der Adaption des Musicals Damn Yankees an der Seite von Lee Remick und Phil Silvers. Zwischen 1975 und 1976 hatte sie eine wiederkehrende Rolle in der Serie Barney Miller, die sie jedoch zugunsten der Hauptrolle in der Sitcom Imbiß mit Biß aufgab. Die auf Martin Scorseses Spielfilm Alice lebt hier nicht mehr basierende Serie wurde von 1976 bis 1985 produziert und wurde insgesamt mit fünf Emmy-Nominierungen sowie drei Golden Globe Awards ausgezeichnet. Lavin sang zudem die Titelmelodie und führte in späteren Staffeln auch Regie.
Lavin trat neben ihren Theater- und Fernsehengagements nur in drei Spielfilmen auf, Die Muppets erobern Manhattan, Zweites Glück mit Jeff Bridges sowie I Want to Go Home mit Gérard Depardieu. Häufiger war sie in für das Fernsehen produzierten Filme zu sehen. Sie unterrichtete zudem Darstellende Kunst an der New York University.
Lavin war ab 2005 in dritter Ehe verheiratet. Zwischen 1969 und 1981 war sie mit dem Schauspieler Ron Leibman verheiratet, eine zweite Ehe führte sie von 1982 bis 1991 mit Kip Niven.

## Filmografie (Auswahl)

### Als Schauspielerin
- 1975–1976: Barney Miller (Fernsehserie, fünf Folgen)
- 1976–1985: Imbiß mit Biß (Alice, Fernsehserie, 202 Folgen)
- 1979: Die Muppet Show (The Muppet Show, Fernsehserie, eine Folge)
- 1984: Die Muppets erobern Manhattan (The Muppets Take Manhattan)
- 1989: Zweites Glück (See You in the Morning)
- 1992–1993: Nicht ohne meine Mutter (Room for Two, Fernsehserie, 26 Folgen)
- 1999: Ein Hauch von Himmel (Touched By An Angel, Fernsehserie, eine Folge)
- 2002: Criminal Intent – Verbrechen im Visier (Law & Order: Criminal Intent, Fernsehserie, eine Folge)
- 2002: Die Sopranos (The Sopranos, Fernsehserie, eine Folge)
- 2004–2005: O.C., California (The O.C., Fernsehserie, drei Folgen)
- 2010: Plan B für die Liebe (The Back-up Plan)
- 2012: Wanderlust – Der Trip ihres Lebens (Wanderlust)
- 2014–2015: Good Wife (The Good Wife, Fernsehserie, drei Folgen)
- 2015: Man lernt nie aus (The Intern)
- 2016: Meine kleine Bäckerei in Brooklyn (My Bakery in Brooklyn)
- 2017: How to Be a Latin Lover
- 2021: Being the Ricardos
- 2021: Naked Singularity
- 2024: Elsbeth (Fernsehserie, eine Folge)
- 2025: Mid-Century Modern (Fernsehserie, 8 Folgen)

### Als Regisseurin
- 1980: Imbiß mit Biß (Fernsehserie)

### Als Produzentin
- 1983: Another Woman’s Child (Fernsehfilm)
- 1987: A Place to Call Home (Fernsehfilm)
- 1996: Vergessene Schrecken (Stolen Memories: Secrets from the Rose Garden, Fernsehfilm)

## Broadway (Auszug)
- 1963: The Riot Act
- 1967: On a Clear Day You Can See Forever
- 1969: The Last of the Red Hot Lovers
- 1986: Broadway Bound
- 1997: The Diary of Anne Frank
- 2000: The Tale of the Allergist’s Wife
- 2002: Hollywood Arms
- 2008: The New Century

## Auszeichnungen (Auszug)
- 1970: Tony-Award-Nominierung für Last of the Red Hot Lovers
- 1979: Emmy-Nominierung für Alice
- 1979: Golden-Globe-Award für Alice
- 1980: Golden-Globe-Award für Alice
- 1981: Golden-Globe-Nominierung für Alice
- 1987: Tony Award für Broadway Bound
- 1998: Tony-Award-Nominierung für The Diary of Anne Frank
- 2001: Tony-Award-Nominierung für The Tale of the Allergist’s Wife